# Dwinica (wieś)
Dwinica (ros. Двиница) – wieś w Rosji, w rejonie mieżdurieczeńskim obwodu wołogodzkiego. W 2010 r. liczyła 1 mieszkańca.